# Qareh Bolāgh Sheykh Morād
Qareh Bolāgh Sheykh Morād (persiska: قره بلاغ شيخ مراد) är en ort i Iran.   Den ligger i provinsen Kermanshah, i den västra delen av landet, 500 km väster om huvudstaden Teheran. Qareh Bolāgh Sheykh Morād ligger 529 meter över havet och antalet invånare är 214.
Terrängen runt Qareh Bolāgh Sheykh Morād är kuperad söderut, men norrut är den platt. Runt Qareh Bolāgh Sheykh Morād är det ganska tätbefolkat, med 155 invånare per kvadratkilometer. Närmaste större samhälle är Sarpol-e Z̄ahāb, 4,0 km sydost om Qareh Bolāgh Sheykh Morād. Trakten runt Qareh Bolāgh Sheykh Morād består till största delen av jordbruksmark.